# Linda Christanty
Linda Christanty (* 18. März 1970 auf der Insel Bangka in der Provinz Bangka-Belitung) ist eine indonesische Autorin und Journalistin. Sie wurde mehrfach für ihr literarisches Schaffen ausgezeichnet und erlangte im deutschsprachigen Raum mit ihrer Essay- und Reportagensammlung Schreib ja nicht, dass wir Terroristen sind! (2015) Bekanntheit.

## Leben
Linda Christanty wuchs als älteste Tochter liberaler und westlich orientierter Eltern auf der östlich von Sumatra gelegenen Insel Bangka auf. Ihren christlich klingenden Nachnamen verdankt die Muslima der Verehrung ihres Vaters für die Weltklasse-Tennisspielerin Chris Evert; ihr Vorname ist an Lynda, die älteste Tochter des ehemaligen US-Präsidenten Lyndon B. Johnson, angelehnt. Politisches Engagement wurde Christanty nach eigener Aussage bereits in Kindestagen von ihrem Großvater vermittelt, der Gewerkschaftsmitglied und Anhänger des 1967 abgesetzten indonesischen Präsidenten Sukarno war.
Ende der 1980er Jahre zog Christanty in die indonesische Hauptstadt Jakarta, um an der Universität Indonesien Literaturwissenschaften zu studieren. Sie begann bereits während ihres Studiums erste Kurzgeschichten zu veröffentlichen und erhielt im Alter von 19 Jahren für „Daun-Daun Kering“ (dt. „Trockene Blätter“) den prestigeträchtigen Kurzgeschichtenpreis der indonesischen Tageszeitung Kompas. Nach ihrem Studienabschluss 1994 engagierte sich Christanty zunehmend in der Arbeiterbewegung und setzte sich für die Verbesserung der Lebensbedingungen von Fabrikarbeitern sowie der armen städtischen Bevölkerung ein. Im Untergrund fungierte sie als Mitbegründerin der Demokratischen Volkspartei (PRD), die 1996 aufgrund ihrer vermeintlich kommunistischen Ideologien vom autoritären Regime Präsident Suhartos (1967–1998) verboten wurde.
Nach dem Sturz des diktatorischen Suharto-Regimes 1998 stellte Christanty ihren politischen Aktivismus allmählich zurück. Enttäuscht von der politischen Entwicklung der jungen Demokratie, in der die alten Eliten nicht zur Rechenschaft gezogen wurden und immer noch viel Macht ausübten, beschloss sie, sich ganz dem Schreiben zu widmen. Sie glaubte, als Schriftstellerin und Journalistin mehr bewirken zu können denn als Aktivistin. 2005 wurde Christanty von der Pantau-Stiftung für Journalismus (Yayasan Pantau) beauftragt, das unabhängige Internetnachrichtenportal Aceh Feature zu gründen. Sie lebte einige Jahre in Banda Aceh, der Hauptstadt der Provinz Aceh, bis sie 2012 wieder nach Jakarta zurückkehrte, wo sie als Redakteurin bei der Frauenzeitschrift Dewi tätig war.
Christantys mehrfach mit nationalen und internationalen Preisen ausgezeichnetes literarisches Œuvre umfasst sowohl Belletristik (v. a. Gedichte und Kurzgeschichten) als auch Essays und Reportagen. Es liegen Übersetzungen ihrer Werke ins Chinesische, Deutsche, Englische, Japanische und Thailändische vor. In der von Monika Arnez und Edwin Wieringa übersetzten Kurzgeschichtensammlung Duft der Asche (2008) sind zwei von Christantys frühen Kurzgeschichten, „Maria Pintos fliegendes Pferd“ („Kuda Terbang Maria Pinto“) und „Das schwarze Loch“ („Lubang Hitam“) auf Deutsch erschienen. Sieben Jahre später folgte mit Schreib ja nicht, dass wir Terroristen sind! (2015) eine von Gunnar Stange ins Deutsche übersetzte Essay- und Reportagensammlung, die von der Autorin im Zuge des Ehrengastauftritts Indonesiens auf der Frankfurter Buchmesse 2015 vorgestellt wurde.

## Auszeichnungen
- 1989: Preis für die beste Kurzgeschichte „Daun-Daun Kering“ (dt. „Trockene Blätter“) der indonesischen Tageszeitung Kompas
- 1998: Menschenrechtspreis für ihr Essay „Militerisme dan Kekerasan di Timor Timur“ (dt. „Militarismus und Gewalt in Osttimor“)
- 2004: Erster Preis des Romanwettbewerbs des Kunstrats der Stadt Jakarta (Khatulistiwa Literary Award) für ihre Kurzgeschichtensammlung Kuda Terbang Maria Pinto (2004, dt. Maria Pintos fliegendes Pferd)
- 2010: Erster Preis des Romanwettbewerbs des Kunstrats der Stadt Jakarta (Khatulistiwa Literary Award) für ihre Kurzgeschichtensammlung Rahasia Selma (2010, dt. Selmas Geheimnis)
- 2010: Frauen und Medien-Preis, Radio Komunitas Suara Perempuan, Aceh
- 2010 und 2013: Auszeichnung des indonesischen Bildungsministeriums für ihre Essaybände „Dari Jawa menuju Atjeh“ (dt. „Von Java nach Aceh“) und „Seekor Anjing Mati di Bala Murghab“ (dt. „Ein Hund starb in Bala Murghab“)
- 2013: Southeast Asian Writers Award des Thailändischen Königshauses
- 2014: Bangka Belitung-Literaturpreis
- 2014: Kartini-Preis
- 2015: Christantys Kurzgeschichtensammlung Seekor Burung Kecil Biru di Naha: Konflik, Tragedi, Rekonsiliasi (2012, dt. Ein kleiner blauer Vogel in Naha: Konflikt, Tragödie, Versöhnung) wurde von indonesischen Lesern und Leserinnen als eines der zehn besten indonesischen Bücher ausgezeichnet[8]

## Werke
- Seekor Anjing Mati di Bala Murghab. Gramedia Pustaka Utama, Penerbit 2012.
- Jangan Tulis Kami Teroris. Kepustakaan Populer Gramedia, Penerbit 2011.
  - Schreib ja nicht, dass wir Terroristen sind! Essays zu Politik, Gender und Islam von Banda Aceh bis Berlin. Ins Deutsche übersetzt und hrsg. von Gunnar Stange. Horlemann, Angermünde  2015, ISBN 978-3-89502-392-7.
- Rahasia Selma. Gramedia Pustaka Utama, Penerbit 2010.
- Dari Jawa Menuju Atjeh. Kumpulan Tulisan Tentang Politik, Islam dan Gay. Kepustakaan Populer Gramedia, Penerbit 2008.
- Kuda Terbang Maria Pinto. Katakita, Penerbit 2004.[8]
  - Zwei Kurzgeschichten aus dem Band („Das schwarze Loch“ und „Maria Pintos Fliegendes Pferd“) sind auf Deutsch erschienen in: Duft der Asche. Literarische Stimmen indonesischer Frauen. Aus dem Indonesischen und mit einem Vorwort von Monika Arnez und Edwin Wieringa. Horlemann, Bad Honnef 2008, ISBN 978-3-89502-269-2.